# Habranthus medinae
Habranthus medinae là một loài thực vật có hoa trong họ Amaryllidaceae. Loài này được L.O.Alvarado & García-Mend. mô tả khoa học đầu tiên năm 2008.